# Newport Jazz Festival

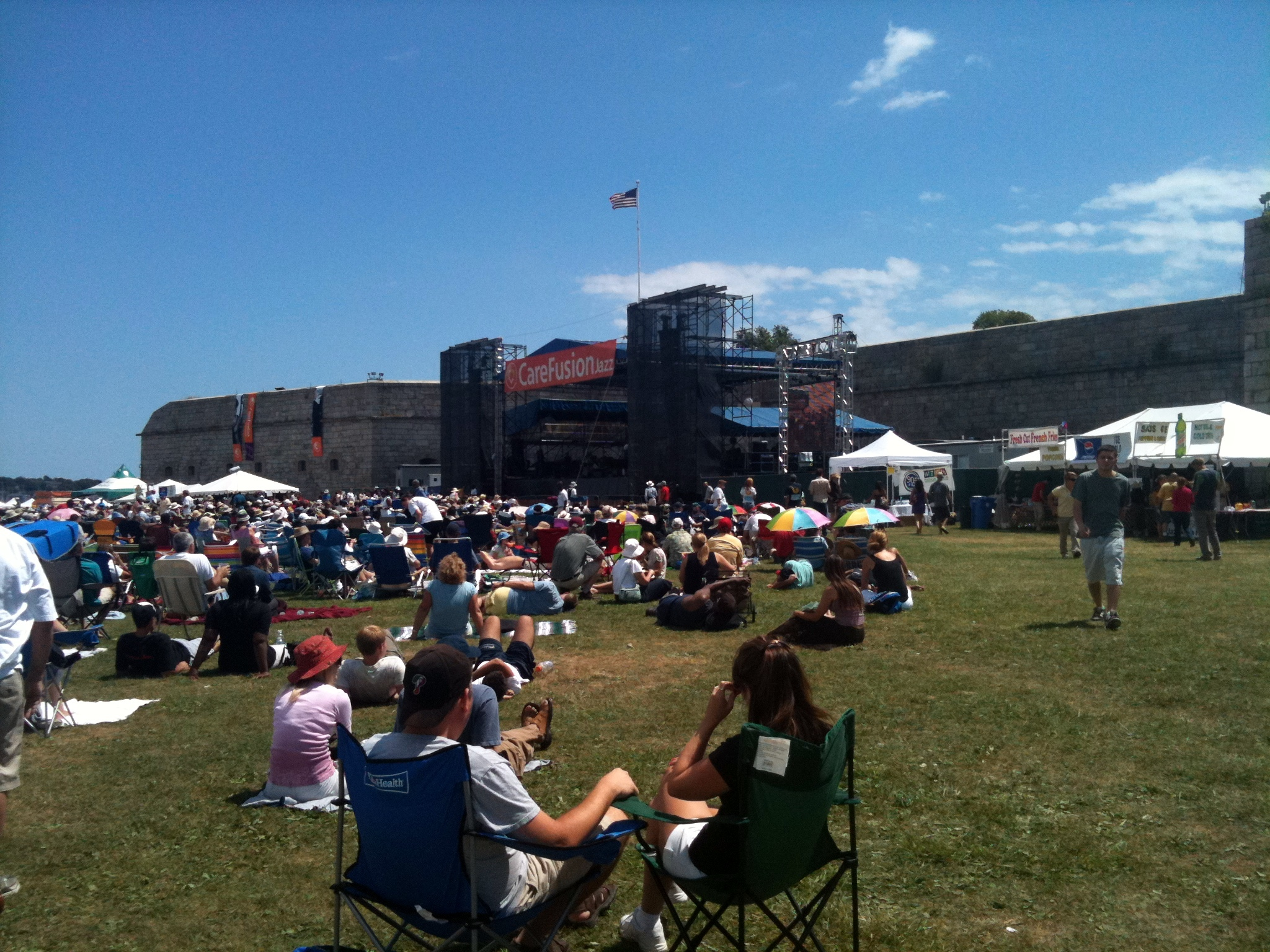
Het jazzfestival in 2010

Het Newport Jazz Festival wordt sinds 1954 elk jaar gehouden in de Amerikaanse plaats Newport (Rhode Island). Het festival werd opgezet door Elaine Lorillard.
Vanaf 1972 werd het festival in New York gehouden. Sinds 1981 telt het meerdere locaties en wordt het ook weer in Newport gehouden, in het Fort Adams State Park.
Vele bekende artiesten hebben hier opgetreden, zoals Betty Carter, Bob Dylan, Duke Ellington, Ella Fitzgerald, Dizzy Gillespie, Coleman Hawkins, Billie Holiday, Hank Jones, Steve Kuhn, Odetta, Arturo Sandoval, Louis Armstrong, Anita O'Day, Muddy Waters, Nina Simone en Willie "The Lion" Smith.
Jazz on a Summer's Day is een concertfilm over het festival in 1958.